# Валлер, Фридрих
Фридрих «Фриц» Валлер (нем. Friedrich "Fritz" Waller; 18 марта 1920 — 15 февраля 2004) — швейцарский бобслеист, олимпийский чемпион 1948 года среди экипажей двоек. Завоевал золотую медаль в паре с Феликсом Эндрихом. В 1949 году стал чемпионом мира среди экипажей двоек, двумя годами ранее завоевал серебряную медаль на первенстве мира среди двоек, в 1949 году также выиграл бронзовую медаль среди экипажей четвёрок.